# Oscar Casanovas
Oscar Casanovas (1914-1987) fue un boxeador y actor argentino de peso pluma (hasta 57,152 kilos), ganador de la medalla de oro en los Juegos Olímpicos de Berlín 1936. Peleó sólo dos combates como profesional, perdiendo una (1938) y ganando una (1940).

## Medalla de oro de 1936
Oscar Casanovas, con 22 años, ganó la medalla de oro en la categoría peso pluma (hasta 57,152 kilos). Para ello venció primero al finlandés Åke Karlsson en octavos de final, y luego, en cuartos de final y con cierta facilidad, al polaco Aleksander Polus, quien en 1937 sería campeón europeo, llamando la atención de los observadores. En semifinales volvió a sorprender al derrotar a uno de los favoritos, el húngaro Dezso Frigyes. El combate final se realizó el 15 de agosto y Casanovas debió enfrentar al sudafricano Charles Catterall, campeón de los Juegos del Imperio Británico. Casanovas lo define sobre el final con una serie de ganchos que terminaron dándole la pelea. En su memoria, el Torneo Oscar Casanovas es uno de los más importantes del boxeo argentino.

## Carrera profesional
Solo realizó dos peleas profesionales, una en 1938 que perdió y otra en 1940 que ganó.

## Carrera en cine
Hizo su debut como actor en su única película en 1937, Mateo donde personificó a un joven boxeador. Allí compartió pantalla con célebres figuras de la escena nacional argentina como Luis Arata, Enrique Santos Discépolo, José Gola, Ada Cornaro y Alita Román. Con la dirección de Daniel Tinayre.

## Datos biográficos
Fue representante del Club Atlético Huracán que le remitió un telegrama previo y posterior a su logro olímpico. Había sido integrante de los planteles de fútbol infantil del club, disciplina que luego abandonó para dedicarse al Boxeo.
Luego pasó a ser entrenador, de este deporte, logrando que Nuñez llegara a la semifinal olímpica del 48, y como profesional tuvo a Luis Federico Thompson entre otros.
En 1952, entrenaba el plantel profesional de Huracán que punteó el campeonato hasta las tres últimas fechas.
Casanovas entrenaba también en el boxing club El Coraje, del barrio de Mataderos, en la Ciudad de Buenos Aires. Fue entrenador del boxeador Víctor Galíndez.